# HTC Touch Pro
HTC Touch Pro，產品代號Raphael，是台灣宏達電公司所推出的旗艦級智慧型手機，搭載微軟 Windows Mobile 6.1，是一種具有3D立體觸控介面（TouchFLO）的手機。2008年6月4日於英國倫敦首度發表，8月12日於英國正式發售，目前是宏達電Touch家族旗下的最高端型號。
HTC Touch Pro具有鑽石切割風格的外觀（亦設計有類似P3702的圓潤外形，代號Herman），不同之處在於HTC Touch Pro配備了QWERTY鍵盤，RAM增至288MB，沒有内建快閃記憶體。

## 技術規格
HTC Touch Pro目前共有十二種類型RAPH100，RAPH110，RAPH200，RAPH210，RAPH300，RAPH400，RAPH500，RAPH600，RAPH700，RAPH800。區別在於外觀，處理器（支持的網路），有無Wi-Fi，電池容量。下面僅列出兩種版本的規格。

### RAPH100
- 處理器：Qualcomm MSM7201A 528MHz
- 作業系統：Windows Mobile 6.1 Professional
- 記憶體：ROM：512MB，RAM：288MB
- 尺寸：102mm X 51mm X 18.05mm
- 重量：165g（含電池）
- 螢幕：VGA 解析度、2.8 吋 TFT-LCD 平面式觸控感應螢幕
- 網路：GSM/WCDMA/HSDPA/HSUPA
- 藍牙：2.0 with EDR
- GPS：配備GPS及A-GPS
- Wi-Fi：IEEE 802.11 b/g
- 電池：1340mAh充電式鋰或鋰聚合物電池

### RAPH800
- 處理器：Qualcomm MSM7501A 528MHz
- 作業系統：Windows Mobile 6.1 Professional
- 記憶體：ROM：512MB，RAM：288MB
- 尺寸：102mm X 51mm X 19.1mm
- 重量：165g（含電池）
- 螢幕：VGA 解析度、2.8 吋 TFT-LCD 平面式觸控感應螢幕
- 網路：CDMA 2000 1x RTT/CDMA 2000 1x EV-DO
- 藍牙：2.0 with EDR
- GPS：配備GPS及A-GPS
- Wi-Fi：IEEE 802.11 b/g
- 電池：1340mAh充電式鋰或鋰聚合物電池

## 外部連結
- HTC Touch Pro 概觀
- HTC Touch Pro 技術規格